# New Zealand Open
Het New Zealand Open is het belangrijkste golftoernooi in Nieuw-Zeeland dat deel uitmaakt van de Australaziatische PGA Tour. 

## Geschiedenis
Golf werd in Nieuw-Zeeland al in 1871 gespeeld. In 1893 werd het eerste Nationaal Open gespeeld en in 1907 het eerste Internationaal Open.
Het eerste Internationale Open werd over 36 holes gespeeld. Het vond plaats op de Napier Golf Club en werd gewonnen door amateur Arthur Duncan. Al in 1908 werd het toernooi uitgebreid tot 72 holes. Winnaar was J.A. Clements, de eerste in Nieuw-Zeeland geboren professional van enige importantie.
Nadat het Nieuw-Zeeland Open vijf keer door een amateur gewonnen was, werd in 1934 de Bledisloe Cup ingesteld voor de beste amateur. In 1954 won Bob Charles, die toen nog amateur was, het toernooi met een score van 280, hetzelfde als alleen Peter Thomson voor hem gelukt was. Bob Charles zou op 18-jarige leeftijd de enige Nieuw-Zeelander van de 20ste eeuw worden die een Major zou winnen. In 1966, 1971 en 1973, inmiddels professional, won hij het Open weer.
Het toernooi maakte van 2005 tot 2007 ook deel uit van de Europese PGA Tour, waardoor het prijzengeld snel omhoog ging naar NZ$ 1.500.000 (€836,253).

## Winnaars
| Jaar | Baan                                         | Winnaar                                      | Score                                        | Score                                        | Info                                         |
| ---- | -------------------------------------------- | -------------------------------------------- | -------------------------------------------- | -------------------------------------------- | -------------------------------------------- |
| 1907 | Napier Golf Club                             | Arthur Duncan am                             | 159                                          |                                              | Het was een 36-holes toernooi                |
| 1908 | Otago Golf Club                              | J.A. Clements                                | 335                                          |                                              | Uitgebreid tot een 72-holes toernooi         |
| 1909 | Royal Auckland Golf Club                     | J.A. Clements                                | 324                                          |                                              |                                              |
| 1910 | Christchurch Golf Club                       | Arthur Duncan am                             | 295                                          |                                              |                                              |
| 1911 | Wanganui Golf Club                           | Arthur Duncan am                             | 319                                          |                                              |                                              |
| 1912 | Royal Wellington Golf Club                   | J.A. Clements                                | 322                                          |                                              |                                              |
| 1913 | Otago Golf Club                              | E.S. Douglas                                 | 303                                          |                                              |                                              |
| 1914 | Royal Auckland Golf Club                     | E.S. Douglas                                 | 313                                          |                                              |                                              |
| 1915 | Geen toernooi vanwege de Eerste Wereldoorlog | Geen toernooi vanwege de Eerste Wereldoorlog | Geen toernooi vanwege de Eerste Wereldoorlog | Geen toernooi vanwege de Eerste Wereldoorlog | Geen toernooi vanwege de Eerste Wereldoorlog |
| 1916 | Geen toernooi vanwege de Eerste Wereldoorlog | Geen toernooi vanwege de Eerste Wereldoorlog | Geen toernooi vanwege de Eerste Wereldoorlog | Geen toernooi vanwege de Eerste Wereldoorlog | Geen toernooi vanwege de Eerste Wereldoorlog |
| 1917 | Geen toernooi vanwege de Eerste Wereldoorlog | Geen toernooi vanwege de Eerste Wereldoorlog | Geen toernooi vanwege de Eerste Wereldoorlog | Geen toernooi vanwege de Eerste Wereldoorlog | Geen toernooi vanwege de Eerste Wereldoorlog |
| 1918 | Geen toernooi vanwege de Eerste Wereldoorlog | Geen toernooi vanwege de Eerste Wereldoorlog | Geen toernooi vanwege de Eerste Wereldoorlog | Geen toernooi vanwege de Eerste Wereldoorlog | Geen toernooi vanwege de Eerste Wereldoorlog |
| 1919 | Napier Golf Club                             | E.S. Douglas po                              | 327                                          |                                              |                                              |
| 1920 | Hamilton Golf Club                           | Joe Kirkwood sr.                             | 304                                          |                                              |                                              |
| 1921 | Christchurch Golf Club                       | E.S. Douglas                                 | 302                                          |                                              |                                              |
| 1922 | Manawatu Golf Club                           | A. Brooks                                    | 308                                          |                                              |                                              |
| 1923 | Wanganui Golf Club                           | A. Brooks                                    | 312                                          |                                              |                                              |
| 1924 | Royal Auckland Golf Club                     | Ernie Moss                                   | 301                                          |                                              |                                              |
| 1925 | Christchurch Golf Club                       | Ewen MacFarlane am                           | 308                                          |                                              |                                              |
| 1926 | Miramar Golf Club                            | Andrew Shaw po                               | 307                                          |                                              |                                              |
| 1927 | Hamilton Golf Club                           | Ernie Moss                                   | 300                                          |                                              |                                              |
| 1928 | Otago Golf Club                              | Sloan Morpeth am                             | 303                                          |                                              |                                              |
| 1929 | Wanganui Golf Club                           | Andrew Shaw                                  | 299                                          |                                              |                                              |
| 1930 | Manawatu Golf Club                           | Andrew Shaw                                  | 284                                          |                                              |                                              |
| 1931 | Christchurch Golf Club                       | Andrew Shaw                                  | 287                                          |                                              |                                              |
| 1932 | Royal Wellington Golf Club                   | Andrew Shaw                                  | 289                                          |                                              |                                              |
| 1933 | Titirangi Golf Club                          | Ernie Moss po                                | 300                                          |                                              |                                              |
| 1934 | Wanganui Golf Club                           | Andrew Shaw                                  | 288                                          |                                              |                                              |
| 1935 | Christchurch Golf Club                       | Alex Murray                                  | 286                                          |                                              |                                              |
| 1936 | New Plymouth Golf Club                       | Andrew Shaw                                  | 292                                          |                                              |                                              |
| 1937 | Hamilton Golf Club                           | John Hornabrook am                           | 299                                          |                                              |                                              |
| 1938 | Otago Golf Club                              | Bobby Locke                                  | 288                                          |                                              |                                              |
| 1939 | Miramar Golf Club                            | John Hornabrook am                           | 291                                          |                                              |                                              |
| 1940 | Geen toernooi vanwege de Tweede Wereldoorlog | Geen toernooi vanwege de Tweede Wereldoorlog | Geen toernooi vanwege de Tweede Wereldoorlog | Geen toernooi vanwege de Tweede Wereldoorlog | Geen toernooi vanwege de Tweede Wereldoorlog |
| 1941 | Geen toernooi vanwege de Tweede Wereldoorlog | Geen toernooi vanwege de Tweede Wereldoorlog | Geen toernooi vanwege de Tweede Wereldoorlog | Geen toernooi vanwege de Tweede Wereldoorlog | Geen toernooi vanwege de Tweede Wereldoorlog |
| 1942 | Geen toernooi vanwege de Tweede Wereldoorlog | Geen toernooi vanwege de Tweede Wereldoorlog | Geen toernooi vanwege de Tweede Wereldoorlog | Geen toernooi vanwege de Tweede Wereldoorlog | Geen toernooi vanwege de Tweede Wereldoorlog |
| 1943 | Geen toernooi vanwege de Tweede Wereldoorlog | Geen toernooi vanwege de Tweede Wereldoorlog | Geen toernooi vanwege de Tweede Wereldoorlog | Geen toernooi vanwege de Tweede Wereldoorlog | Geen toernooi vanwege de Tweede Wereldoorlog |
| 1944 | Geen toernooi vanwege de Tweede Wereldoorlog | Geen toernooi vanwege de Tweede Wereldoorlog | Geen toernooi vanwege de Tweede Wereldoorlog | Geen toernooi vanwege de Tweede Wereldoorlog | Geen toernooi vanwege de Tweede Wereldoorlog |
| 1945 | Geen toernooi vanwege de Tweede Wereldoorlog | Geen toernooi vanwege de Tweede Wereldoorlog | Geen toernooi vanwege de Tweede Wereldoorlog | Geen toernooi vanwege de Tweede Wereldoorlog | Geen toernooi vanwege de Tweede Wereldoorlog |
| 1946 | Manawatu Golf Club                           | Bob Glading am                               | 306                                          | +8                                           |                                              |
| 1947 | New Plymouth Golf Club                       | Bob Glading                                  | 291                                          | +3                                           |                                              |
| 1948 | Otago Golf Club                              | Alex Murray                                  | 294                                          | +10                                          |                                              |
| 1949 | Hastings Golf Club                           | James Galloway                               | 283                                          | –5                                           |                                              |
| 1950 | Christchurch Golf Club                       | Peter Thomson                                | 280                                          | –8                                           |                                              |
| 1951 | Titirangi Golf Club                          | Peter Thomson                                | 288                                          | +8                                           |                                              |
| 1952 | Wanganui Golf Club                           | Alex Murray                                  | 293                                          | +13                                          |                                              |
| 1953 | Otago Golf Club                              | Peter Thomson                                | 295                                          | +11                                          |                                              |
| 1954 | Royal Wellington Golf Club                   | Bob Charles am                               | 280                                          | –8                                           |                                              |
| 1955 | Royal Auckland Golf Club                     | Peter Thomson                                | 280                                          | –8                                           |                                              |
| 1956 | Christchurch Golf Club                       | Harry Berwick am                             | 292                                          | +4                                           |                                              |
| 1957 | Manawatu Golf Club                           | Kel Nagle                                    | 294                                          | +6                                           |                                              |
| 1958 | Hamilton Golf Club                           | Kel Nagle                                    | 278                                          | –10                                          |                                              |
| 1959 | Paraparaumu Beach Golf Club                  | Peter Thomson po                             | 287                                          | –1                                           |                                              |
| 1960 | Invercargill Golf Club                       | Peter Thomson                                | 281                                          | –7                                           |                                              |
| 1961 | New Plymouth Golf Club                       | Peter Thomson                                | 267                                          | –21                                          |                                              |
| 1962 | Titirangi Golf Club                          | Kel Nagle                                    | 281                                          | +1                                           |                                              |
| 1963 | Wanganui Golf Club                           | Bruce Devlin                                 | 273                                          | –7                                           |                                              |
| 1964 | Christchurch Golf Club                       | Kel Nagle                                    | 266                                          | –22                                          |                                              |
| 1965 | Royal Auckland Golf Club                     | Peter Thomson                                | 178                                          |                                              | Afgewerkt in drie ronden                     |
| 1966 | Paraparaumu Beach Golf Club                  | Bob Charles                                  | 173                                          |                                              | Afgewerkt in drie ronden                     |
| 1967 | Hamilton Golf Club                           | Kel Nagle                                    | 275                                          | –13                                          |                                              |
| 1968 | Christchurch Golf Club                       | Kel Nagle                                    | 272                                          | –16                                          |                                              |
| 1969 | Wanganui Golf Club                           | Kel Nagle                                    | 273                                          | –7                                           |                                              |
| 1970 | The Grange Golf Club                         | Bob Charles                                  | 271                                          | –17                                          |                                              |
| 1971 | Otago Golf Club                              | Peter Thomson                                | 276                                          | –12                                          |                                              |
| 1972 | Paraparaumu Beach Golf Club                  | Bill Dunk                                    | 279                                          | –5                                           |                                              |
| 1973 | Manawatu Golf Club                           | Bob Charles                                  | 283                                          | +3                                           |                                              |
| 1974 | Christchurch Golf Club                       | Bob Gilder po                                | 283                                          | –5                                           |                                              |
| 1975 | Hamilton Golf Club                           | Bill Dunk                                    | 272                                          | –16                                          |                                              |
| 1976 | Royal Wellington Golf Club                   | Simon Owen                                   | 284                                          | –4                                           |                                              |
| 1977 | Royal Auckland Golf Club                     | Bob Byman                                    | 290                                          | +2                                           |                                              |
| 1978 | Wanganui Golf Club                           | Bob Shearer                                  | 277                                          | –3                                           |                                              |
| 1979 | St. Clair Golf Club                          | Stewart Ginn                                 | 278                                          | –10                                          |                                              |
| 1980 | New Plymouth Golf Club                       | Buddy Allin                                  | 274                                          | –14                                          |                                              |
| 1981 | Royal Wellington Golf Club                   | Bob Shearer                                  | 285                                          | –3                                           |                                              |
| 1982 | Christchurch Golf Club                       | Terry Gale                                   | 284                                          | –4                                           |                                              |
| 1983 | Royal Auckland Golf Club                     | Ian Baker-Finch                              | 280                                          | –8                                           |                                              |
| 1984 | Paraparaumu Beach Golf Club                  | Corey Pavin                                  | 269                                          | –15                                          |                                              |
| 1985 | Russley Golf Club                            | Corey Pavin                                  | 277                                          | –11                                          |                                              |
| 1986 | The Grange Golf Club                         | Rodger Davis                                 | 262                                          | –26                                          |                                              |
| 1987 | Royal Wellington Golf Club                   | Ronan Rafferty po                            | 279                                          | –9                                           |                                              |
| 1988 | Paraparaumu Beach Golf Club                  | Ian Stanley                                  | 273                                          | –11                                          |                                              |
| 1989 | Paraparaumu Beach Golf Club                  | Greg Turner                                  | 277                                          | –7                                           |                                              |
| 1990 | Geen toernooi                                | Geen toernooi                                | Geen toernooi                                | Geen toernooi                                | Geen toernooi                                |
| 1991 | Paraparaumu Beach Golf Club                  | Rodger Davis                                 | 273                                          | –11                                          |                                              |
| 1992 | Paraparaumu Beach Golf Club                  | Grant Waite                                  | 268                                          | –16                                          |                                              |
| 1993 | Paraparaumu Beach Golf Club                  | Peter Fowler                                 | 274                                          | –10                                          |                                              |
| 1994 | Remuera Golf Club                            | Craig Jones                                  | 277                                          | –11                                          |                                              |
| 1995 | Royal Wellington Golf Club                   | Lucas Parsons                                | 282                                          | –6                                           |                                              |
| 1995 | The Grange Golf Club                         | Peter O'Malley                               | 272                                          | –16                                          |                                              |
| 1996 | Paraparaumu Beach Golf Club                  | Michael Long                                 | 275                                          | –9                                           |                                              |
| 1997 | Royal Auckland Golf Club                     | Greg Turner                                  | 278                                          | –10                                          |                                              |
| 1998 | Formosa Golf Resort                          | Matthew Lane                                 | 279                                          | –9                                           |                                              |
| 1999 | Geen toernooi                                | Geen toernooi                                | Geen toernooi                                | Geen toernooi                                | Geen toernooi                                |
| 2000 | Paraparaumu Beach Golf Club                  | Michael Campbell po                          | 269                                          | –15                                          |                                              |
| 2001 | The Grange Golf Club                         | David Smail                                  | 273                                          | –7                                           |                                              |
| 2002 | Paraparaumu Beach Golf Club                  | Craig Parry                                  | 273                                          | –11                                          |                                              |
| 2003 | Royal Auckland Golf Club                     | Mahal Pearce                                 | 278                                          | –10                                          |                                              |
| 2004 | The Grange Golf Club                         | Terry Price                                  | 271                                          | –9                                           |                                              |
| 2005 | Gulf Harbour Golf Club                       | Niclas Fasth po                              | 266                                          | –22                                          | Won de play-off van Miles Tunnicliff         |
| 2006 | Gulf Harbour Golf Club                       | Nathan Green                                 | 279                                          | –5                                           |                                              |
| 2007 | Geen toernooi                                | Geen toernooi                                | Geen toernooi                                | Geen toernooi                                | Geen toernooi                                |
| 2008 | The Hills Golf Club                          | Richard Finch                                | 274                                          | –14                                          |                                              |
| 2009 | The Hills Golf Club                          | Alex Prugh                                   | 269                                          | –19                                          |                                              |
| 2010 | The Hills Golf Club                          | Bobby Gates                                  | 274                                          | –14                                          |                                              |
| 2011 | Clearwater Golf Club                         | Brad Kennedy                                 | 281                                          | –7                                           |                                              |
| 2012 | Clearwater Golf Club                         | Jake Higginbottom am                         | 281                                          | –7                                           |                                              |
| 2013 | Geen toernooi                                | Geen toernooi                                | Geen toernooi                                | Geen toernooi                                | Geen toernooi                                |
| 2014 | The Hills Golf Club                          | Dimitrios Papadatos                          | 270                                          | –18                                          |                                              |
| 2015 | The Hills Golf Club                          | 12-15 maart                                  | 12-15 maart                                  | 12-15 maart                                  | 12-15 maart                                  |

| Toernooirecord |  | po = winnaar na play-off |  | am = amateur |

### Meervoudige winnaars
Golfers die dit toernooi meer dan 2 keer wonnen:
| 9 keer - Peter Thomson: 1950, 1951, 1953, 1955, 1959, 1960, 1961, 1965 & 1971 7 keer - Andrew Shaw: 1926, 1929, 1930, 1931, 1932, 1934 & 1936 - Kel Nagle: 1957, 1958 ,1962, 1964, 1967, 1968 & 1969 4 keer - E.S. Douglas: 1913, 1914, 1919 & 1921 - Bob Charles: 1954, 1966, 1970 & 1973 3 keer - Arthur Duncan: 1907, 1910 & 1911 - J.A. Clements: 1908, 1909 & 1912 - Ernie Moss: 1924, 1927 & 1933 - Alex Murray: 1935, 1948 & 1952 | 2 keer - A. Brooks: 1922 & 1923 - John Hornaby: 1937 & 1939 - Bob Glading: 1946 & 1947 - Bill Dunk: 1972 & 1975 - Bob Shearer: 1978 & 1981 - Corey Pavin: 1984 & 1985 - Rodger Davis: 1986 & 1991 - Greg Turner: 1989 & 1997 |